# 카토쨩 켄쨩
카토쨩 켄쨩(カトちゃんケンちゃん)은 일본의 희극배우인 카토 챠와 시무라 켄이 콤비를 이루어 카토짱 켄짱의 기분 좋은 TV의 코너 중 하나인 '두 탐정 이야기'를 허드슨 소프트라는 게임 개발 업체가 만든 롤플레잉 액션게임이다.
주인공인 카토챠와 시무라켄 두 탐정은 탐정 사무소를 차려 동업하고 있었는데 갑자기 납치된 대부호를 구출하기 위해 모험을 떠나는 내용의 게임이다.
주인공은 점프와 발차기로 플레이를 할 수 있으며 앉아있으면 방귀를 뀌어서 공격할 수 있다. 해외 버전으로는 JJ & JEFF로 바뀌었는데 플레이어의 외모부터 더블 드래곤의 제프처럼 변모했으며 방귀대신 살충제를 사용한다.
코인을 모아서 게임 도중 파친코를 할 수 있는데 파친코로 잔기를 잔뜩 증가 시킬 수 있기 때문에 아주 큰 도움이 된다. 